# Newport Museum
Newport Museum and Art Gallery (walisisk: Amgueddfa ac Oriel Gelf Casnewydd) (lokalt kendt som City Museum (walisisk: Amgueddfa Dinas)) er et museum, bibliotek og kunstgalleri i byen Newport, South Wales. Det ligger i Newport city centre på John Frost Square og er bygget sammen med Kingsway Shopping Centre.
Newport Museum åbnede i 1888 på Dock Street og flyttede til sin nuværende formålsbyggede bygning i 1968.
Kunstgalleriet indeholder en række britiske malerier, akvareller og moderne kunstværker. Den største samling er kendt som John & Elizabeth Wait Collection.